# 24 Heures du Mans 1926
Navigation
Édition précédente Édition suivante
Les 24 Heures du Mans 1926 (IVe Grand Prix d'Endurance de 24 Heures) sont la 4e édition de l'épreuve et se déroulent les 12 et 13 juin 1926 sur le circuit de la Sarthe.

## Nombre de pilotes qualifiés pour la course
Pour cette quatrième édition, ce sont 82 pilotes qui s'alignent au départ de la course.
| 71 Français | 6 Britanniques | 5 Italiens |  |  |

## Classement final de la course

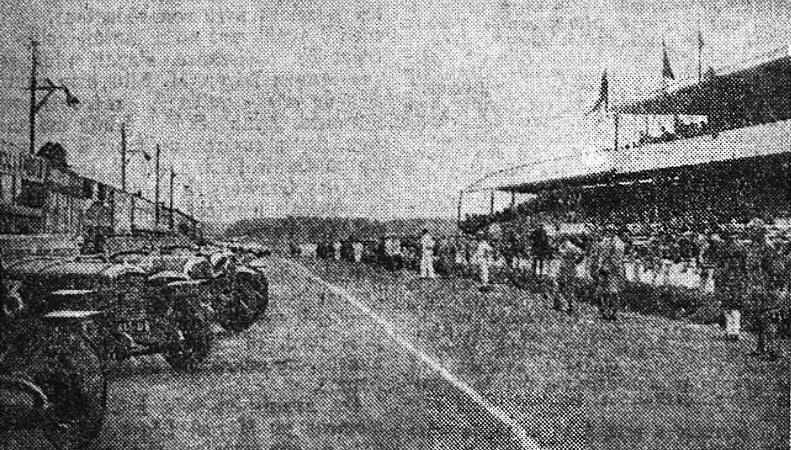
Départ des 24 Heures du Mans 1926.

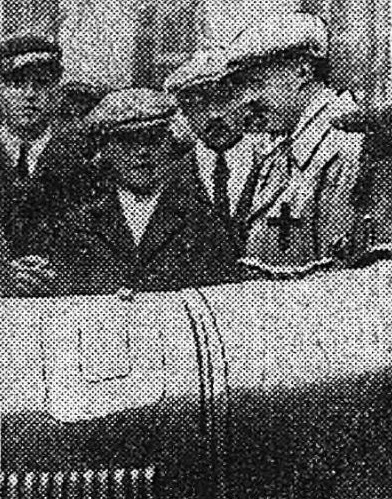
André Rossignol (à droite) aux 24 Heures du Mans 1926, avant course.

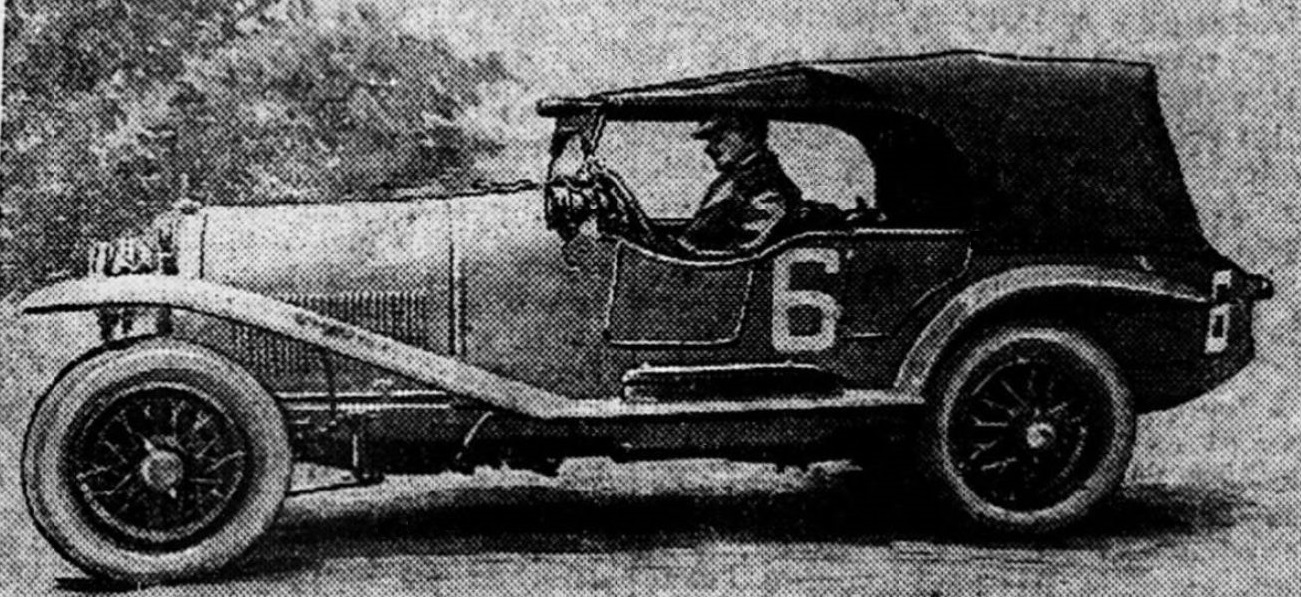
La Lorraine-Dietrich de Bloch et Rossignol, vainqueurs des 24 Heures de Mans 1926.

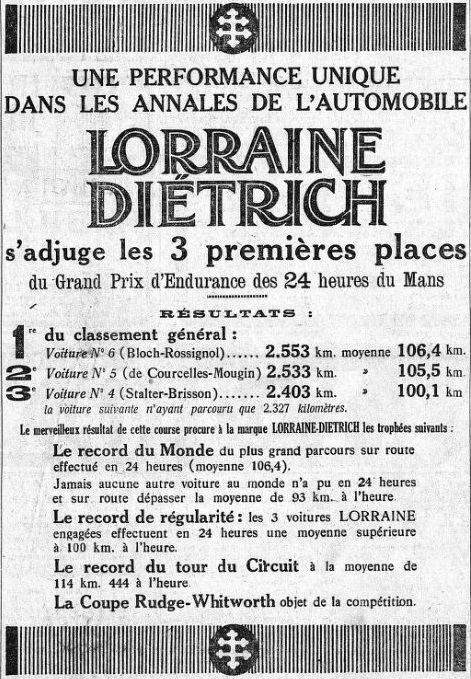
Lorraine-Dietrich aux 24 Heures du Mans 1926.

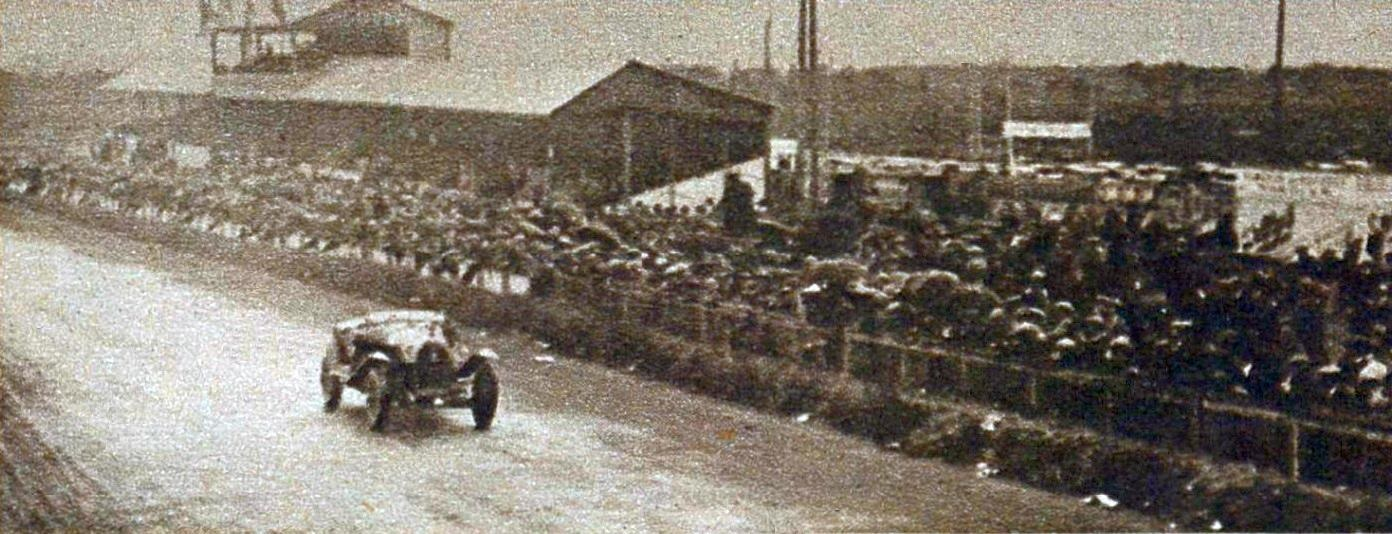
Robert Bloch et André Rossignol devant les tribunes.

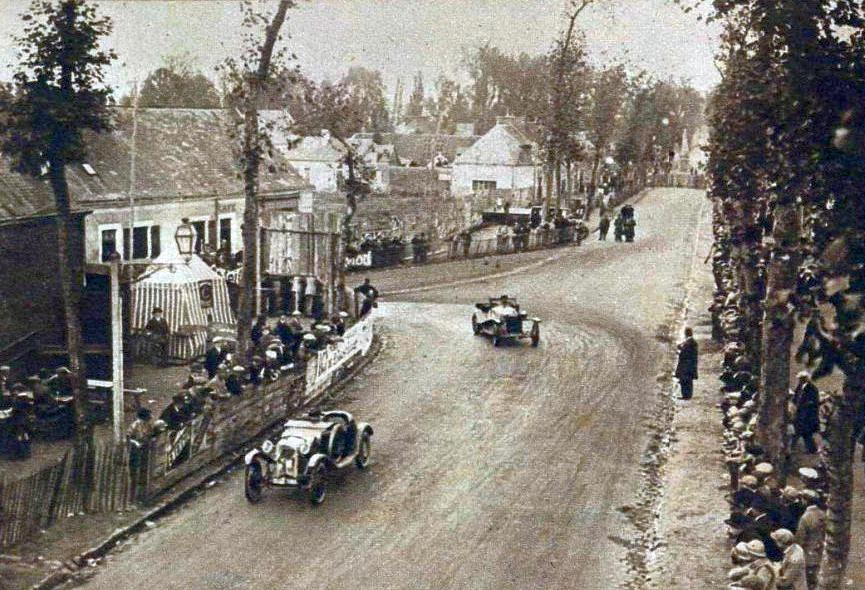
Le virage de Pontlieue.

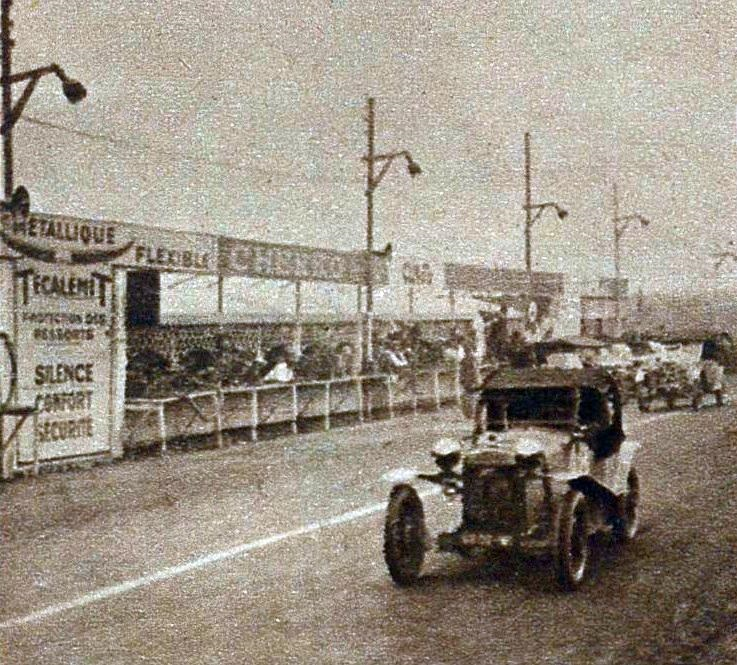
Voiture capotée lors de l'épreuve.

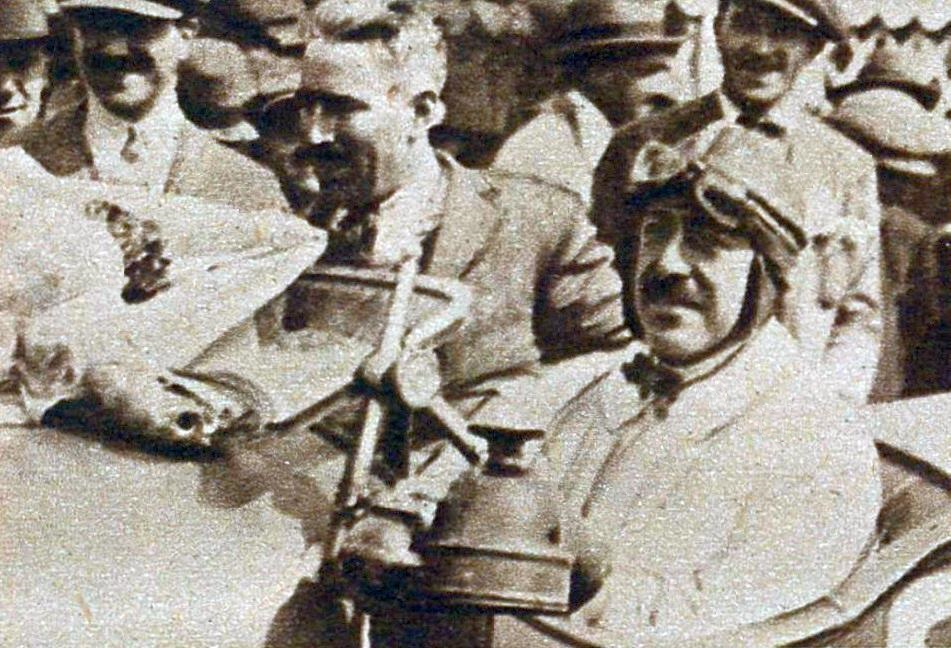
Robert Bloch (à gauche) et André Rossignol (à droite), vainqueurs des 24 Heures du Mans 1926 sur Lorraine-Dietrich.

| Pos.  | Catégorie | no | Écurie                                 | Pilotes                                  | Châssis                     | Moteur                    | Tours |
| ----- | --------- | -- | -------------------------------------- | ---------------------------------------- | --------------------------- | ------------------------- | ----- |
| 1     | 5.0       | 6  | Pas de nom d'équipe                    | Robert Bloch André Rossignol             | Lorraine-Dietrich B3-6      | Lorraine-Dietrich 3.4L I6 | 147   |
| 2     | 5.0       | 5  | Pas de nom d'équipe                    | Gérard de Courcelles Marcel Mongin       | Lorraine-Dietrich B3-6      | Lorraine-Dietrich 3.4L I6 | 146   |
| 3     | 5.0       | 4  | Pas de nom d'équipe                    | Henri Stalter Édouard Brisson            | Lorraine-Dietrich B3-6      | Lorraine-Dietrich 3.4L I6 | 139   |
| 4     | 2.0       | 17 | Officine Meccaniche (O.M.)             | Ferdinando Minoia Giulio Foresti         | O.M. Tipo 665 Superba       | O.M. 2.0L I6              | 134   |
| 5     | 2.0       | 18 | Officine Meccaniche (O.M.)             | Mario Danieli Tino Danieli               | O.M. Tipo 665 Superba       | O.M. 2.0L I6              | 131   |
| 6     | 2.0       | 27 | Pas de nom d'équipe                    | Pierre Tabourin Auguste Lefranc          | Th. Schneider 25SP          | Th. Schneider 2.0L I4     | 118   |
| 7     | 2.0       | 21 | Pas de nom d'équipe                    | Aimé Nezeloff Jean Lasalle               | Rolland-Pilain C23          | Rolland-Pilain 2.0L I4    | 117   |
| 8     | 1.5       | 37 | Établissements Henri Précloux (E.H.P.) | Henri de Costier Pierre Bussienne        | E.H.P. DS                   | C.I.M.E. 1.2L I4          | 111   |
| 9     | 1.1       | 46 | Pas de nom d'équipe                    | Georges Casse André Rousseau             | Salmson GS                  | Salmson 1.1L I4           | 110   |
| 10    | 1.5       | 33 | Pas de nom d'équipe                    | Jean Errecaldé André Galoisy             | Corre La Licorne W16        | Corre 1.4L I4             | 109   |
| 11    | 1.1       | 42 | Pas de nom d'équipe                    | André Marandet Gonzaque Lécureul         | SARA BDE                    | SARA 1.1L I4              | 108   |
| 12    | 1.1       | 43 | Pas de nom d'équipe                    | Gaston Duval Henri Armand                | SARA BDE                    | SARA 1.1L I4              | 104   |
| 13    | 1.1       | 49 | Pas de nom d'équipe                    | Fernand Gabriel Louis Paris              | Ariès 5-9 Sup CV            | Ariès 1.0L I4             | 101   |
| N. c. | 2.0       | 20 | Pas de nom d'équipe                    | Gaston Delalande Louis Sire              | Rolland-Pilain C23          | Rolland-Pilain 2.0L I4    | 109   |
| N. c. | 1.5       | 35 | Pas de nom d'équipe                    | « Van Cuyck » Roger Camuzet              | Ravel 9CV                   | Ravel 1.5L I4             | ?     |
| N. c. | 1.5       | 30 | Pas de nom d'équipe                    | Léon Molon Lucien Molon                  | Jousset M1                  | Jousset 1.5L I4           | 101   |
| Abd.  | 3.0       | 7  | Bentley Motors Ltd.                    | Dr. Dudley Benjafield Sammy Davis        | Bentley 3 Litre Speed Model | Bentley 3.0L I4           | 138   |
| Abd.  | 3.0       | 15 | Willys-Overland Co.                    | « Deprez » Maurice Dumont                | Overland 93 Six             | Overland 2.8L I6          | 117   |
| Abd.  | 2.0       | 25 | Pas de nom d'équipe                    | Robert Gautier Pierre Clause             | Bignan                      | Bignan 2.0L I4            | 113   |
| Abd.  | 3.0       | 9  | Bentley Motors Ltd.                    | Tommy Thistlewayte Capt. R. Clive Gallop | Bentley 3 Litre Super Sport | Bentley 3.0L I4           | 105   |
| Abd.  | 2.0       | 19 | Officine Meccaniche (O.M.)             | Renato Balestrero Frédéric Thelluson     | O.M. Tipo 665 Superba       | O.M. 2.0L I6              | 94    |
| Dsq.  | 5.0       | 2  | Pas de nom d'équipe                    | André Boillot Louis Rigal                | Peugeot 174S                | Peugeot 3.8L I6           | 82    |
| Dsq.  | 5.0       | 3  | Pas de nom d'équipe                    | Louis Wagner Christian Dauvergne         | Peugeot 174S                | Peugeot 3.8L I6           | 76    |
| Abd.  | 3.0       | 8  | Bentley Motors Ltd.                    | George Duller Frank Clement              | Bentley 3 Litre Speed Model | Bentley 3.0L I4           | 72    |
| Abd.  | 3.0       | 10 | Pas de nom d'équipe                    | Robert Laly Jean Chassagne               | Ariès Surbaissée 3-Litre    | Ariès 3.0L I4             | 65    |
| Abd.  | 1.5       | 29 | Pas de nom d'équipe                    | René Bonneau Raymond Saladin             | Jousset M1                  | Jousset 1.5L I4           | 64    |
| Abd.  | 1.5       | 38 | Établissements Henri Précloux (E.H.P.) | « Morac » Marcel Ballot                  | E.H.P. DS                   | C.I.M.A. 1.2L I4          | 62    |
| Abd.  | 2.0       | 26 | Pas de nom d'équipe                    | Robert Poirier Antonin Fontaine          | Th. Schneider 25SP          | Th. Schneider 2.0L I4     | 61    |
| Abd.  | 1.5       | 39 | Pas de nom d'équipe                    | Lionel de Marmier Jean Sachot            | Salmson DZ                  | Salmson 1.2L I4           | 54    |
| Abd.  | 2.0       | 22 | Pas de nom d'équipe                    | « Stremler » Paul Chalamel               | Rolland-Pilain C23          | Rolland-Pilain 2.0L I4    | 53    |
| Abd.  | 1.5       | 36 | Pas de nom d'équipe                    | Georges Kling Pierre Rey                 | Ravel 9CV                   | Ravel 1.5L I4             | 46    |
| Éli.  | 1.5       | 34 | Pas de nom d'équipe                    | Louis Abit C. Duverger                   | Ravel 9CV                   | Ravel 1.5L I4             | 45    |
| Abd.  | 1.1       | 47 | Pas de nom d'équipe                    | André de Victor J. Hasley                | Salmson GS                  | Salmson 1.1L I4           | 35    |
| Abd.  | 1.5       | 28 | Établissements Henri Précloux (E.H.P.) | Guy Bouriat Guy Dollfuss                 | E.H.P.                      | C.I.M.A. 1.5L I4          | 34    |
| Abd.  | 1.1       | 48 | Pas de nom d'équipe                    | Roger Delano Edmond Closset              | Ariès                       | Ariès 1.0L I4             | 31    |
| Abd.  | 1.5       | 31 | Pas de nom d'équipe                    | W. Lestienne Louis Balart                | Corre La Licorne G6         | Corre 1.5L I4             | 31    |
| Abd.  | 3.0       | 11 | Pas de nom d'équipe                    | Charles Flohot Arthur Duray              | Ariès 5-8 CV 3-Litre        | Ariès 3.0L I4             | 31    |
| Abd.  | 1.5       | 32 | Pas de nom d'équipe                    | Albert Colomb Fernand Vallon             | Corre La Licorne G6         | Corre 1.5L I4             | 11    |
| Abd.  | 5.0       | 1  | Willys-Overland                        | Paul Gros Paul Leduc                     | Willys 66                   | Knight 3.9L V8            | 8     |
| Abd.  | 2.0       | 24 | Pas de nom d'équipe                    | Léon Derny Amédée Rossi                  | Georges Irat 4A/3           | Georges Irat 2.0L I4      | 7     |
| Abd.  | 2.0       | 23 | Pas de nom d'équipe                    | Maurice Rost Emil Burie                  | Georges Irat 4A/3           | Georges Irat 2.0L I4      | 6     |

Détails :
- La no 34 Ravel C est éliminée pour distance imposée non respectée.
- La no 2 Peugeot 174 S et la no 3 Peugeot 174 S sont disqualifiées, respectivement, pour la casse du montant du pare-brise et problème de démarreur.
- La no 20 Rolland Pilain, la no 35 Ravel et la no 30 Jousset ne sont pas classées pour distance parcourue insuffisante (respectivement 109 tours parcourus sur les 112, 102 tours sur les 102 et 101 tours sur les 106 tours requis dans leur catégorie de cylindrées).

## Record du tour

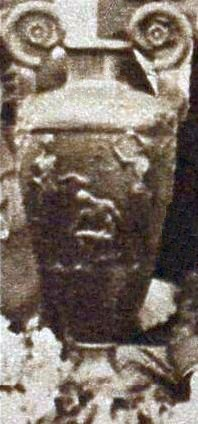
La Coupe Biennale Rudge-Whitworth lors des 24 Heures du Mans 1926.

- Meilleur tour en course :  Gérard de Courcelles (no 5, Lorraine-Dietrich B3-6, Marcel Mongin) 9 min 3 s.

## Prix et trophées
- Prix de la performance : Officine Meccaniche ( Ferdinando Minoia et  Giulio Foresti, no 17, O.M. Tipo 665 Superba)
- 2e Coupe Biennale Rudge-Whitworth : Officine Meccaniche ( Ferdinando Minoia et  Giulio Foresti, no 17, O.M. Tipo 665 Superba)

## À noter
- Longueur du circuit : 17,262 km
- Distance parcourue : 2 552,414 km
- Vitesse moyenne : 106,350 km/h
- Écart avec le 2e : 18,882 km
- Le goudronnage complet du circuit s'est terminé cette année.